# Alfonso Arau
Alfonso Arau Incháustegui (Città del Messico, 11 gennaio 1932) è un attore e regista messicano.

## Biografia
Arau nacque a Città del Messico, figlio di un medico. Nel 1965 creò con Ernesto Alonso Los Tepetatles, un gruppo pioniere del rock messicano. Nel 1975 sposò la scrittrice Laura Esquivel; la coppia ebbe due figli: Sergio (musicista) e Fernando (presentatore). Iniziò a lavorare come attore per poi passare alla regia. I più noti film che diresse furono Zapata: The Dream of a Hero, Come l'acqua per il cioccolato, Il profumo del mosto selvatico e A Painted House. Svolse anche il ruolo dell'antagonista El Guapo nel film I tre amigos! nel 1986, un bandito nel film El Topo, Capitano Herrera in Il mucchio selvaggio e Juan in All'inseguimento della pietra verde. 

## Filmografia parziale

### Attore
- Il mucchio selvaggio (The Wild Bunch), regia di Sam Peckinpah (1969)
- El Topo, regia di Alejandro Jodorowsky (1970)
- L'ultimo eroe del West (Scandalous John), regia di Robert Butler (1971)
- Bonanza – serie TV, episodio 13x19 (1972)
- I giustizieri del West (Posse), regia di Kirk Douglas (1975)
- La fantastica sfida (Used Cars), regia di Robert Zemeckis (1980)
- All'inseguimento della pietra verde (Romancing the Stone), regia di Robert Zemeckis (1984)
- I tre amigos! (¡Three Amigos!), regia di John Landis (1986)
- Walker - Una storia vera (Walker), regia di Alex Cox (1987)
- Miami Vice – serie TV, episodio 4x06 (1987)
- Lui, lei e gli altri (Committed), regia di Lisa Krueger (2000)
- Ho solo fatto a pezzi mia moglie (Picking Up the Pieces), regia di Alfonso Arau (2000)

### Doppiatore
- Il libro della giungla (1967) - voce di Kaa nell'edizione spagnola
- Coco (2017) - voce di Papà Julio nell'edizione originale e in quella spagnola

### Regista
- Calzonzin Inspector (1975)
- Mojado Power (1982)
- Zapata: The Dream of a Hero (1990)
- Come l'acqua per il cioccolato (Como agua para chocolate) (1992)
- Il profumo del mosto selvatico (A Walk in the Clouds) (1995)
- Ho solo fatto a pezzi mia moglie (Picking Up the Pieces) (2000)
- The Magnificent Ambersons - film tv (2002)
- A Painted House (2003)
- L'imbroglio nel lenzuolo (2009)

## Doppiatori italiani
Nelle versioni in italiano delle opere in cui ha recitato,Alfonso Arau è stato doppiato da:
- Sergio Di Stefano in Il mucchio selvaggio
- Renato Cortesi in All'inseguimento della pietra verde
- Sergio Fiorentini in I tre amigos!
- Gianni Bonagura in Ho solo fatto a pezzi mia moglie

Da doppiatore è sostituito da:
- Carlo Reali in Coco

## Riconoscimenti
- Premio Ariel[2]
  - 1992 – Miglior regia per Come l'acqua per il cioccolato (Como agua para chocolate)